# Єнаха Паотапі
Єнаха Паотапі (Енке Потапі) або Єнаха Паодабі Сайдзін Полібі (англ. Eavesdropper) — стара демонеса (хінгчабі). У міфології та фольклорі Мейтей її часто показують як злого духа, що переховується біля карнизів дахів. Її історія з Античного Канглейпака (Стародавній Маніпур). У всіх оповіданнях Єнаха Паотапі, зазвичай, втручається у всі справи. Легенда говорить, що вона не могла жити з людьми. Натомість живе, як собака чи шакал, сидячи на могилах. У деяких оповіданнях вона зображена як другорядна богиня (lairembi) в релігії Мейтей.

## Етимологія
Назва Мейтей «Єнаха Паотапі» або «Yenakha Paotaabi» складається з двох слів «Єнаха» (ye.nə.kʰa) та «Паотапі» або «Паотабі». У Мейтей «єнаха» (ye.nə.kʰa) означає будь-який бік будинку. Слово «Паотаабі» можна розділити на «Пао», «Та» (або Да) та «Бі». «Пао» означає інформацію, повідомлення або новину. У Meitei, «Ta» має багато значень. Його тлумачать як мешкати або жити (1), досягати етапу (2), падати або зменшувати (3), перевернути (4), слухати або чути (5). Тут, у випадку «Паотабі», «Пао» означає слухати або чути . «Пі» або «Бі» - це суфікс для позначення жіночої статі.

## Міфологія
Існує багато легенд про Єнаху Паотапі.

### Єнаха Паотаапі та бездітна пара
Жила якось одна бездітна пара. Вони разом грали в одну гру: загадували один одному загадки. Той, хто програв у грі-загадці, давав переможцю рибу шаренг (Wallago attu). Чоловік загадав таку загадку:
"Людина з чотирма руками

З рюкзаком за спиною,

Танцює у колі.

Попереду танцює веселий чоловік."
Дружина не знайшла відповіді на загадку. Тоді чоловік сказав їй відповідь:
"Відповідь полягає в тому, що ви робите багато разів. Ви використовуєте колесо з чотирма спицями, і коли ви його обертаєте, клубок пряжі обертається спереду."
У свою чергу, дружина загадала чоловікові нову загадку:
"Що таке, що плаче, коли годують і перестає плакати, коли перестаєш годувати?"
Чоловік відповів, що це «каптренг», традиційний мейтейський дерев'яний інструмент для очищення бавовни. Наступного дня дружина повинна була дати чоловікові рибу. Тієї ночі вони лягли спати. Але «Єнаха Паотабі», стара демонеса, слухала їхні загадки. Вона задумала злий план зруйнувати спільне життя пари. Плануючи, вона подумала:
«Я не маю втрачати цю можливість.

Завтра я видам себе за дружину, коли її не буде вдома.

Її прожене чоловік. Я пробуду з ним як його дружина кілька днів і одного дня, коли він засне, я переріжу йому горло і вип'ю його кров. Ой! Як це буде смачно!"

Наступного дня Єнаха Паодабі зробила все за своїм планом: змінила зовнішність, щоб виглядати як дружина. Коли справжня дружина була далеко на ринку, Єнаха Паодабі увійшла до будинку з рибою шаренга, а справжня жінка пішла на ринок. Чоловік не сумнівався в жінці, поки його справжня дружина не повернулася додому. Він дуже здивувався, побачивши обидвох жінок, які були схожі як дві краплі води.
Між двома однаковими жінками виникла велика сварка, а потім і бійка. Чоловік не зміг дізнатися хто ж серед них, його справжня дружина. Тож усі вони пішли до короля, щоб розсудити їхню справу. Вислухавши всю історію, король сказав обидвом жінкам:
«Оскільки ви обидві тверді на своїх позиціях, нехай великий Бог покаже нам правду."
Потім, згідно з новим планом, розробленим королем, священик (майба) отримав благословення від Лайнінгтоу (Великого Бога) і поклав порожнисту бамбукову трубу на банановий лист. Тоді король сказав обидвом жінкам, що тільки справжня жінка зможе пройти через вузьку бамбукову трубу. Король і попросив двох спробувати пройти через трубу, щоб підтвердити своє справжнє єство. Але це була хитрість. Демонеса, не зрозумівши, відразу перевтілилася. Вона зменшилася, доки не помістилася в порожнисту бамбукову трубу. Тоді король негайно змусив своїх людей закрити обидва кінці бамбукової трубки. Таким чином, Єнаха Паодабі потрапила у пастку. Він намагався спалити бамбукову люльку, але Єнаха Паодабі попросила відпустити її. Цар і відпустив її. З цього дня Єнаха Паодабі більше ніколи не втручалася в життя цієї пари.

### Мачіл Мупва (брат і сестра)
Колись жила овдовіла жінка з трьома дітьми. Після смерті чоловіка жінка ходила на ринок і продавала овочі, щоб нагодувати дітей. Старшою дитиною була дівчинка, підліткового віку. Тож допомагала мамі по господарству. Двоє молодших дітей були хлопчиками. Наймолодший був ще грудною дитиною. Одного разу мати не повернулася додому з базару. Хлопчики почали плакати. Їхня сестра намагалася втішити їх, але їй це не вдалося. Тим часом Єнаха Паотабі почула дитячий плач. Вона була дуже рада цьому. Того дня вона планувала з'їсти всіх дітей. Вже дуже давно вона не їла жодної людської дитини. Отже, вона сховалася на карнизі того будинку. Єнаха Паотабі змінила свій зовнішній вигляд, поки не стала схожа на матір та вдавала, що повертається з базару. Вона забрала з рук сестри найменшу дитину та взяла її на руки. Розірвавши немовля на шматки вона з'їла його. Старший брат запитав її, чому вона їсть. Єнаха Паотабі відповіла, що це не те, що він може їсти та відповіла, що це тамбу (стовбур лотоса), привезений з ринку. Так, сестра дізналася, що ця незнайома жінка не їхня мати, а відьма. Тож вона вирішила втекти з молодшим братом, щоб врятувати їхні життя.
Брат і сестра втекли з дому, а Єнаха Паотабі продовжувала їсти маленького хлопчика. Потім вона почала шукала решту дітей. Побачила, що вони втікають і погналася за ними. Брат і сестра сховалися в сусідньому будинку («будинок у далекому місці, що знайшли під час втечі» в іншій версії історії). Згодом діти знайшли свою справжню матір. Вони бігли до неї радісно кличучи «мама». Але мати сказала, що це не її діти. Вона сказала своєму новому чоловікові, що у неї немає дітей. Але у нього з'явилася підозра, коли діти назвали її «мама». Тому він запитав її, чи не приховує вона щось від нього. Мама принесла шук (палицю для подрібнення рису). Вона сказала, що та дитина, яка могла кинути цього Шука перед ганком будинку, була її справжньою дитиною. За її словами, той, хто не міг цього зробити, не був її справжньою дитиною. Дочка (сестра) згадала ім'я Бога Лайнінгтоу. Вона заплакала та із закритими очима кинула Шук. Палиця упала перед сусіднім двором. Знесилений від втечі брат не зміг кинути шук. За словами матері, сестру прийняли, а хлопчику відмовили. Сестра плакала через відмову матері від молодшого брата. Сестра дістала трохи їжі, щоб нагодувати свого маленького брата, але мати лаяла її за це. Після цього сестра давала молодшому братові варити лише рис. Молодший брат приніс зерна, щоб їх десь зварити. Випадково він послизнувся на лукраку (оболонка бамбукового дерева) і всі зерна впали. Коли він збирав зерна, птах, відомий як Ваба Ченджаба, з'їв їх усі. Молодший брат заплакав і розповів сестрі про свою біду. Вона дала йому ще трохи зерен. Взявши їх, він повернувся радісний. Однак він знову впав, і птах знову з'їв його їжу. Він розлютився. У той же час він також боявся сказати своїй сестрі, що знову втратив їжу. Отже, він голодував весь день. Наступного дня він усе розповів сестрі. Вона дала йому трохи рису і три пасма волосся. Вона навчила його ловити птаха. З волосся молодший брат зробив сітку. Він поклав трохи рису перед сіткою. Дивлячись на рис, пташка підлетіла і спробувала його підняти. Проте сітка зачепила ноги. Таким чином, пташка потрапила в пастку. Хлопчик сказав пташці, що вб'є її. Він сказав, що віддасть дві ноги птаха своїй сестрі, а тіло пташки забере собі. Птах пообіцяв йому Яй (чарівний алмазний камінь) замість свого життя. Яй дав би все, що побажав. Птах дістав Яй з його рота і віддав його хлопчикові. Птаха випустили на волю.
Брат забрав сестру і втік у безлюдний район. За допомогою каменя Яй вони побудували палац. Також за допомогою Яй вони роздавали їжу й одяг багатьом бідним людям. Їхні мати й вітчим з кожним днем бідніли. Вони чули про дитячу славу. Тож подружжя звернулося до дітей за допомогою. Їм давали гарну їжу, одяг і скарби. На зворотному шляху мати померла від сорому. Вітчим повернувся додому з усіма подарунками. В іншій версії історії брат і сестра планували вбити і матір, і вітчима. Тому брат подарував подружжю дві бамбукові пляшки, наповнені бджолами. Він сказав їм, що в бамбукових пляшках є напої для них. Повертаючись додому, пара втомилася від подорожі. Тож, вони відкрили бамбукові пляшки не дивлячись у них. Вони загинули від укусів бджіл. У свою чергу, брат і сестра жили довго і щасливо.